# همیلتون مک‌فیدن
همیلتون مک‌فیدن (انگلیسی: Hamilton MacFadden؛ ‏ ۲۶ آوریل ۱۹۰۱ – ۱ ژانویهٔ ۱۹۷۷) کارگردان فیلم، بازیگر و فیلم‌نامه‌نویس اهل ایالات متحده آمریکا بود.
از فیلم‌هایی که وی در آن‌ها نقش داشته‌است، می‌توان به جوانان مبارز، در لباسی خیره‌کننده و ویلسون اشاره نمود.